# 장스자오

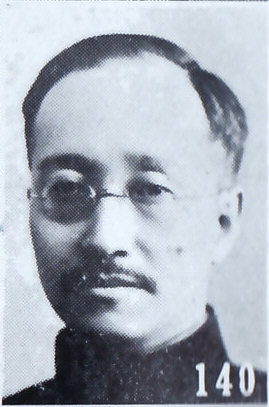

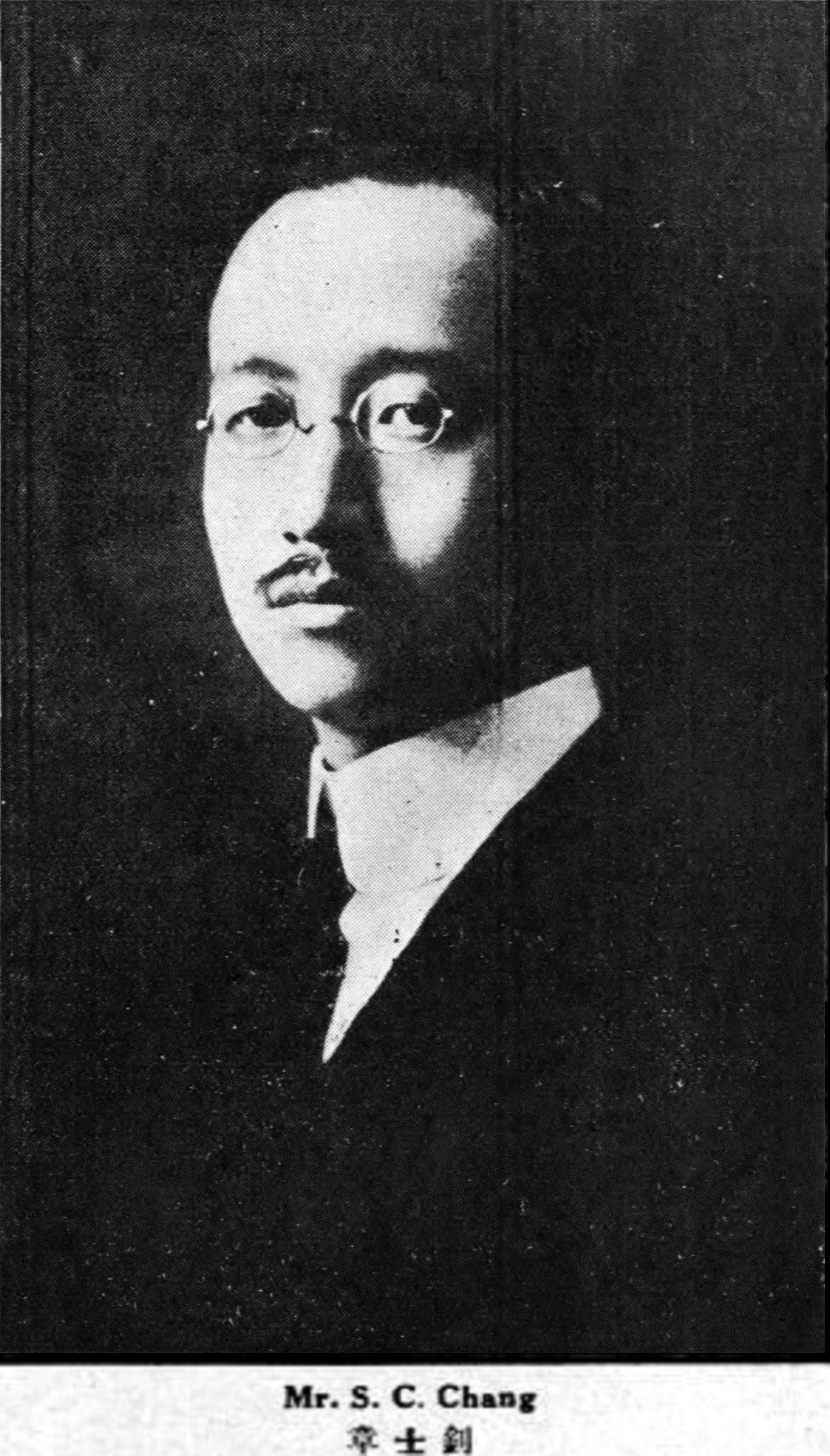

장스자오(중국어 간체자: 章士钊, 정체자: 章士釗, 병음: Zhāng Shìzhāo, 한자음: 장사쇠, 1881년 3월 20일~1973년 7월 1일)는 중화인민공화국의 학자, 사회활동가이다. 청나라 말기 호남성(湖南省) 장사현(長沙縣) 출신으로 자(字)는 행엄(行嚴), 필명(筆名)은 황중황(黃中黃), 청동(靑桐), 추동(秋桐)이다.
중화민국 초기 영향력 있는 정치평론가 중 한 명으로 『민립보(民立報)』와 『갑인(甲寅)』의 주편(主編)이었고 대령의 정치 평론을 발표하였다. 1903년 소보안(蘇報案)이라는 사건으로 상해(上海) 조계에서 재판을 받고 투옥되었다. 돤치루이(段祺瑞)의 중화민국임시정부(中華民國臨時政府) 사법총장겸교육총장(司法總長兼教育總長), 중화민국국민정부(中華民國國民政府) 국민참정회참정원(國民參政會參政員), 중화인민공화국(中華人民共和國) 전국인민대표상임위원(全國人民代表常任委員), 전국정협상임위원(全國政協常任委員), 중앙문사연구관관장(中央文史硏究館館長)을 역임하였다.

## 생애

### 유년시절
1881년 음력 2월 21일 호남성(湖南省) 선화현(善化縣, 오늘날 장사현長沙縣) 동향(東鄕) 화가충(和佳冲)에서 태어났다. 부친 장금(章錦)은 고향에서 이정(里正, 마을 치안, 행정 담당)을 맡았고 후에 중의(中醫)가 되었다.
1886년, 디프테리아를 앓자, 형이 의사를 찾고자 성 안에 들어가면서 장사쇠가 탄 가마를 따라 20리를 걸어갔다. 이후 장사쇠는 형의 행동에 감동하였다. 어려서 형이 운영하는 사숙(私塾)에서 공부하였다.
1898년, 모친이 사망하였고 집을 나와 동자사(童子師傅, 아이를 가르치는 훈장)가 되었고, 여인숙에서 2년 여를 지내면서 속수(束脩, 스승에게 가르침을 받고자 답례로 내주는 선물)를 살림에 보태었다. 같은 해 북경(北京)에서는 무술변법(戊戌變法)이 진행되었다.
1901년, 무창(武昌) 양호서원(兩湖書院)에 들어갔다.

### 소보 출간과 화흥회
1903년 5월, 『소보(蘇報)』 주필(主筆)로 초빙되었다. 1903년, 소보안(蘇報案)으로 상해(上海) 조계지에서 심문을 받고 투옥되었다. 소보가 폐지된 후, 다시 『민우일보(民吁日報)』를 창간했다. 민우라는 이름은 '민불감성, 유유우야(民不敢聲, 惟有吁也, 백성은 감히 소리내지 못하고 그저 예라고 한다)'는 구절에서 가져왔다. 또한 양수인(양서우런)(楊守仁), 채원배(차이위안페이)(蔡元培), 채악(차이어)(蔡鍔) 등과 상해에서 애국협회(愛國協會)를 조직하였다. 같은 해, 『대혁명가손일선(大革命家孫逸仙)』을 번역할 때, 마음대로 손일선 즉 손문(孫文)의 별명인 중산초(中山樵)와 손문을 접목시켜 '손중산(孫中山)'이라 칭하였다. 같은 해 11월 4일, 장사쇠와 황흥(黃興), 오록정(吳祿貞), 유규일(劉揆一), 송교인(宋教仁),  주진린(周震鱗), 옹공(翁鞏), 진육류(秦毓鎏), 류빙농(柳聘農), 담진(覃振), 호영(후잉)(胡瑛), 서불소(徐佛蘇), 류대임(柳大任), 주자도(朱子陶), 임진(任震), 진기은(陳其殷), 오초징(吳超澄), 담인봉(譚人鳳), 소곤(蕭堃), 섭란(葉瀾), 장통전(張通典), 왕연지(王延祉), 류계정(柳繼貞), 소익곤(蕭翼鯤), 팽방동(彭邦棟), 진방도(陳方度), 진천화(陳天華), 양수인, 장계(張繼)를 초청, 장사보갑항(長沙保甲巷) 팽연순(彭淵洵)의 집에서 비밀집회를 열고 혁명단체 설립 등을 논의, 반청(反淸) 혁명 비밀 조직인 화흥회(華興會)를 설립하였다.
1904년 봄, 양수인 등과 상해에서 애국협회(愛國協會)를 조직하면서, 화흥회의 외부 지원 조직으로 삼았다. 2월 25일, 화흥회는 장사명덕학당(長沙明德學堂)에서 정식으로 성립하였고, 황흥을 회장으로 임명하였다. 11월, 만복화(萬福華)가 광서순무(廣西巡撫) 왕지춘(王之春)의 암살을 시도하다 체포되었고, 얼마 후 화흥회는 광동성 동관(東莞) 여경리(餘慶里) 기관에서 파괴, 장계 등 10여 명이 체포되었고 후에 채악 등은 출옥하였다.

### 일본 및 영국 유학 생활
1905년, 소보안 출옥 후 일본 도쿄 호세이대학(法政大學) 속성과(速成科)에서 유학하였다. 동시에 그는 도쿄세이소쿠학교(東京正則學校)에서 영어를 배웠다. 그의 회고에 의하면 자신은 '재주는 짧고 힘은 약하다(才短力脆)'고 인식하였다. 같은 일에 연루되어 부끄러움을 느끼고 혁명구국(革命救國)을 구학구국(求學救國)으로 바꾸고는 발분하여 공부에 매진하였다. 같은 해 8월, 중국동맹회(中國同盟會)가 일본 도쿄에서 성립되었지만, 장사쇠는 동맹회에 가입하지 않았으며, 이후에도 다른 정당에 가입하지는 않았다.
1907년, 영국 애버딘 대학교(University of Aberdeen)에 유학, 1908년에는 에든버러 대학교(The University of Edinburgh)에서 법학과 정치학을 전공하고 논리학을 연구하였다. 아울러 논리학을 중국에 전하였다. 청말 중국은 사상 방법, 연역, 귀납, 형식론과 논리학의 구분을 알기 시작했다. 4월, 『중등국문전(中等國文典)』을 편찬하여 상해에서 출판했다.
1909년 1월 24일, 영국에서 오약남(吳弱男)에게 서신을 작성, '12월 3일 온 서신을 받았다(12月3日來信收到)'고 적었다. 오약남은 서신을 받은 후에 곧바로 영국에 가서 장사쇠와 만났고 4월 6일에 이들은 런던고보(倫敦高堡)에서 결혼하였다. 혼인 후 에딘버러 대학교에 들어가 정치경제학과 논리학을 전공하였다. 영국 체류 기간에 그는 국내 신문 원고를 쓰도 서유럽 각파 정치학설을 소개하며 입헌정치에서 많음 역할을 수행, 당시 중국 정단에 영향이 컸다.
1910년 1월 4일, 장남 장가(章可)가 애버딘에서 태어났다. 같은 해, 『국퐁보(國風報)』에 '논번역명의(論翻譯名義)'라는 글을 발표했다.
1911년, 신해혁명(辛亥革命) 이후 중화민국북경정부(中華民國北京政府) 원세개(위안스카이)(袁世凱) 정부에 가담, 광동군정부(廣東軍政府) 비서장(秘書長)을 역임했다. 오사운동(五四運動) 시기에는 보수적 간행지 『갑인(甲寅)』 주편이 되었디. 일생동안 문언(文言)으로 글을 쓰고 백화문(白話文)을 반대하였으며, 호적(후스)(胡适)과 필전을 벌였다.(동서문화론전東西文化論戰) 12월 아내와 함께 귀국하였다.

### 귀국 후 정치 활동
1912년 봄, 중국동맹회 기관지 『민립보(民立報)』 주필이 되었고, 강소도독부(江蘇都督府) 고문(顧問)도 겸임했다. 2월, 내각제를 주창하는 글을 쓰면서도 반대당 의견을 듣기도 하였다. 4월, 호남에서 국회참정원(國會參政員)에 선출되었다. 7월, 정당조직안(政黨組織案)을 발표, 훼당조당설(毀黨造黨說)을 주장하였다. 이로 인해 동맹회 일부 당원은 불만을 보였고, 장사쇠의 의견을 반박하였으며 비당인사가 당기관을 지휘하는 것을 반대하였다.
1913년 봄, 북경(北京) 명덕대학(明德大學) 교장(校長, 총장)에 초빙, 2월에는 왕지상(王芝祥), 우우임(于右任), 임술경(林述慶) 등 18명과 국사유지회(國事維持會)를 창기하고 북경에서 수립하였으며 선언문을 발표하였다. 3월, 송교인이 상해에서 피살되자 곧바로 상해로 내쳐가 남방에서의 토원(討袁, 원세개 토벌) 행렬에 가입하고, '2차혁명(二次革命)' 선언문을 기초했다. 4월, 손문의 명령에 따라 잠춘훤(岑春煊)을 설득하여 연합을 이루고 토원에 나섰다.
호국전쟁(護國戰爭) 발발 이후, 1916년 5월, 양광도사령부(兩廣都司令部)와 중화민국군무원(中華民國軍務院)은 앞뒤로 광동 조경(肇慶)에 수립, 장사쇠는 동시에 사령부와 군무원의 비서장(秘書長)이 되었다. 원세개 사후 국회가 다시 열리면서 장사쇠는 북경에서 국회의원에 나섰고, 국회는 양원제를 일원제로 개정해야 한다고 주장했다. 1917년, 장사쇠는 손문을 지지하는 호소가 없었고 광동성 광주(廣州)에서 호법(護法) 활동을 벌였으나, 10월 북경대학(北京大學) 초빙을 받고 논리학을 수업하고 도서관 관장이 되었디.
1920년, 모택동(마오쩌둥)(毛澤東)에게 대양(大洋) 2만원을 조달하고 부법근공검학(赴法勤工儉學)을 조직하였다. 등소평(덩샤오핑)(鄧小平)도 조직원 중 한명이었다. 후에 단기서(돤치루이)(段祺瑞)의 중화민국임시정부(中華民國臨時政府)에서 사법총장겸교육총장 등에 올랐다.

### 교육 활동
1922년에서 1926년 사이, 2년 4개월 동안 국립북경농업대학(國立北京農業大學) 교장을 맡았다. 장사쇠는 『신보(晨報)』에서 '징빙농업전가특고(徵聘農業專家特告)'를 올려, 공개적으로 인재를 모으고 국내외 '웅대한 책략을 품고 본교를 이상 시험의 땅으로 삼는(懷抱偉略, 幸以本校爲理想試驗之地)' 농업 전문가를 초빙하여 가르치게 하였다. 장사쇠는 학교 재정과 교육을 정돈하였으나 동시에 학생운동을 제한하였고 내 집회도 금지하였다. 학생운동 반대와 정치 성향의 변화는 장사쇠에 대한 학생들의 태도에도 영향을 주었다. 오칠학조(五七學潮)가 발발하자 학생들이 불만을 보이며 가택에 침입하였고 군경이 투입되면서 학생들은 부상당하고 체포되었다.
1925년, 교육총장 왕구령(王九齡)이 임직에 오지 않자, 4월 14일 북양정부(北洋政府)의 임명으로 사법총장겸교육총장이 되었다. 장사쇠는 당시 북경여자사범대학(北京女子師範大學) 교장으로 임명된 양음유(楊蔭榆)가 학교 교무 시정에 반대하는 학계의 분위기를 탄압하는 것을 지지하였다. 혼란 속에 노신(루쉰)(魯迅)은 학자들과 함께 장사쇠와 여러 차례 부딪쳤고, 혼란이 8월까지 이어지자 장사쇠는 북경여자사범대학 폐쇄를 강제 명령했다. 노신은 평정원(平政院)에 소장을 제출하여 장사쇠 파직을 요청했다. 후기 혁명운동이 고조에 달하면서, 11월 19일 북경 위가호동(魏家胡同) 13호 장사쇠의 거처는 민중과 학생에게 파괴되었고, 장사쇠는 천진(天津)으로 도주, 교육총장의 공직은 면직되었다. 11월말, 북경여자사범대학은 원래 자리에 학교를 복구하였다.
1930년, 장학량(장쉐량)(張學良)의 초빙으로 동북대학(東北大學) 문학원(文學院) 주임(主任)이 되었다. 9.18 사변(九一八事變) 이후 상해에 와서 변호사가 되었다.
1933년, 장사쇠는 진독수(천두슈)(陳獨秀)를 변호하였다. 그의 변호문은 상해 호동대학(滬東大學)과 소주대학(蘇州大學)에서 법학과 교재가 되었다.
중일전쟁(中日戰爭) 이후, 중경(重慶)에서 국민참정회(國民參政會) 참정원(參政員)이 되었다.
전쟁 후, 그는 상해로 돌아와 변호사를 유지했다.

### 중화인민공화국 성립 전후
1949년 봄, 이종인(리쭝런)(李宗仁)의 요청으로 화담 대표가 되어 북경에 가서 국공화담(國共和談)에 참여하였다. 장사쇠와 장치중(張治中) 등은 4월 1일 북경으로 외서 중국공산당(中國共產黨)과 평화 담판을 거행하였다. 4월 22일 화담은 결렬되었고 장사쇠와 소력자(邵力子), 장치중 등은 북경에 거주하였다. 이후 장사쇠는 홍콩으로 갔고 6월 정잠(程潛)은 정성령(程星齡)을 홍콩으로 파견하여 장사쇠와 만났다. 장사쇠는 정성령에게 정잠에게 서신을 주도록 부탁하였고, 모택동이 정잠을 공격할 기대와 중공이 진명인(천밍런)(陳明仁)에 대한 열렬한 태도를 전달하였으며, 정잠과 진명인이 공산당에 투항할 것을 권하였다.
1949년 9월, 장사쇠는 중국인민정치협상회의(中國人民政治協商會議) 제1차전체회의(第一屆全體會議)에 참석했다. 중화인민공화국(中華人民共和國) 성립 이후, 장사쇠는 제1차 전국정협위원(全國政協委員)에 추선되었고, 제2차와 제3차 전국정협상임위원(全國政協常任委員)이 되었다. 또한 중앙인민정부법제위원회(中央人民政府法制委員會) 위원(委員), 전국인민대표대회상무위원회(全國人民代表大會常務委員會) 위원, 중앙문사연구관(中央文史研究館) 관장(館長) 등을 역임하였다.
1959년, 주은래(저우언라이)(周恩來)가 중국공산당을 대표하여 장사쇠에게 사합원(四合院, 중국 전통 가옥) 하나를 내주었다. 1966년 8월 29일, 장사쇠는 집을 압수당하였고 모택동에게 서신을 보내었다. 8월 30일 모택동은 '총리를 보내어 처리하라, 보호해야 한다(送總理酌處, 應當予以保護)'는 지시를 내렸다. 주은래는 즉시 압수당하누서적을 돌려주고 사람을 조내어 가택을 조호하도록 지시하였다. 또한 '일분응여보호적간부명단(一份應予保護的干部名單)'을 기초하였다.
1973년 5월, 전용기를 타고 홍콩에 가서 가족과 만났다. 일설에 의하면 모택동의 부탁으로 제3차 국공합작 연계 업무를 맡았다고 한다. 7월 1일, 홍콩에서 향년 92세로 병사하였다.

## 같이 보기
- 중화민국
- 화흥회